# Pentatonix
Pentatonix (w skrócie PTX) – amerykański zespół muzyczny a cappella, złożony z pięciorga wokalistów: Scotta Hoyinga, Kirstin Maldonado, Mitcha Grassiego, Kevina Olusoli i Matta Sallee (w latach 2011–2017 zamiast Matta do zespołu należał Avi Kaplan). W III edycji programu Sing-Off zajęli pierwsze miejsce.
Grupa zazwyczaj wykonuje covery piosenek popowych. Ich najbardziej znane aranżacje to „Daft Punk” oraz utwór „Hallelujah”.
Nazwa zespołu, jak sugeruje Scott Hoying, pochodzi od słowa pentatonika. Grupa wykonuje muzykę pop, dubstep, electro, reggae, hip-hop i muzykę klasyczną.

## Historia

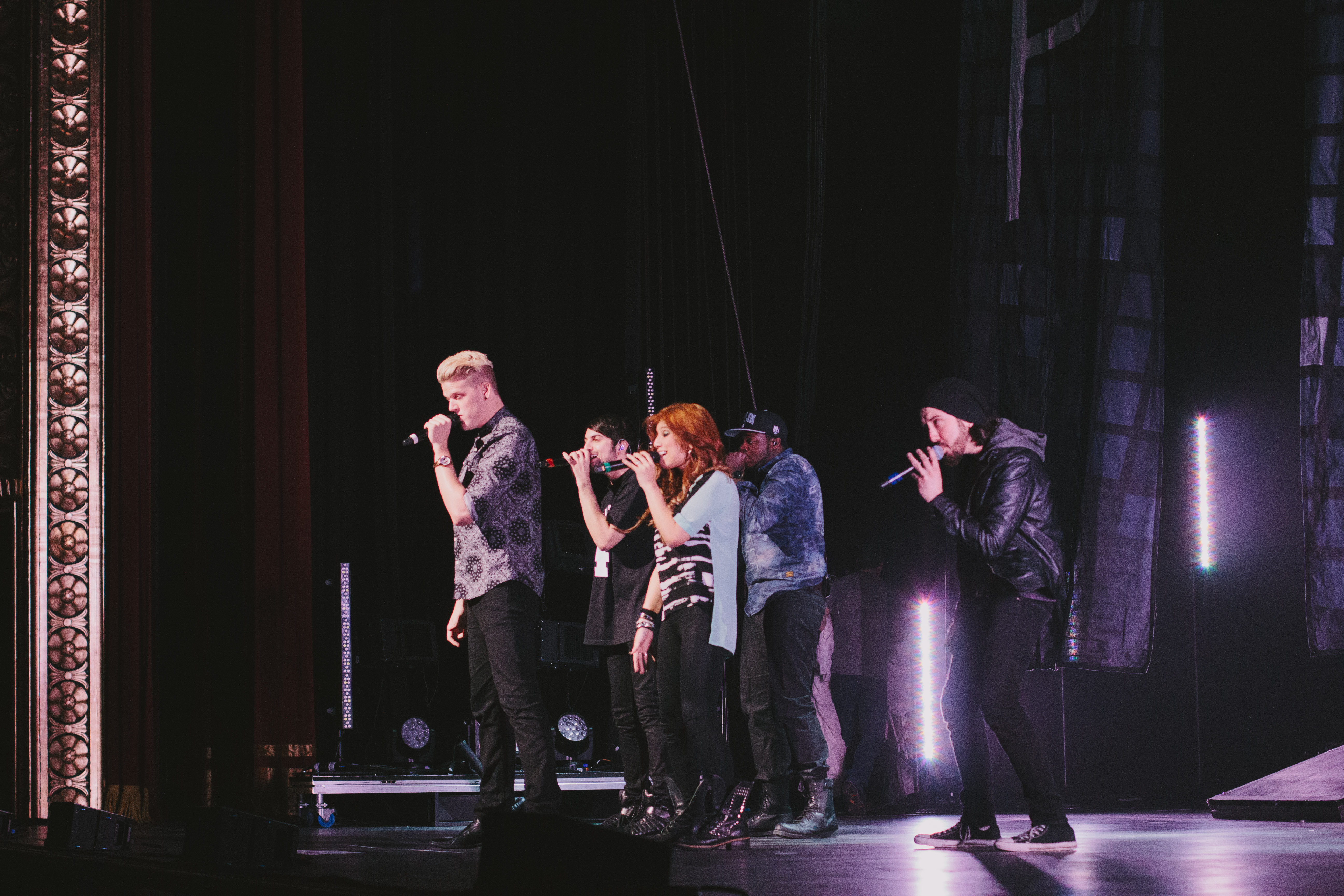
Pentatonix w 2013 roku

Pentatonix początkowo złożony był z trzech osób: Kirstin Kirstie Maldonado, Mitcha Grassiego oraz Scotta Hoyinga, którzy dorastali w szkole Martin High School, w Arlington. Hoying i Maldonado ukończyli szkołę w 2010 roku, Grassi – w 2011. Hoying poszedł na Uniwersytet w Południowej Kalifornii, gdzie ukończył licencjat w dziedzinie muzyki popularnej. Maldonado zaś poszła na Uniwersytet w Oklahomie.
Scott Hoying postanowił wziąć udział w trzeciej edycji programu Sing-Off, gdzie biorą udział zespoły muzyczne. Przekonał Grassiego i Maldonado do dołączenia do zespołu. Do zespołu potrzeba było jednak co najmniej czterech osób. Przyjaciel Scotta poznał Aviego Kaplana z innymi i dołączył go do zespołu. Internetowo, przez kanał Youtube, dołączył do nich także beatbokser, Kevin Olusola. Ostatecznie Pentatonix zajął pierwsze miejsce w programie. Z powodu wygranej, Hoying, Grassi i Maldonado przerwali studia i przenieśli się do Los Angeles, wraz z Olusolą i Kaplanem.
W styczniu 2012 roku grupa rozpoczęła prace nad pierwszym wydawnictwem z producentem Benem Bramem. Minialbum zatytułowany PTX Volume 1, został wydany 26 czerwca 2012 roku. Przez 1 tydzień wydano 20 000 egzemplarzy. 13 listopada 2012 roku Pentatonix wydał drugi minialbum, PTXMas.
5 listopada 2013 roku ukazał się trzeci minialbum zespołu PTX Vol. II. Pierwszy singiel z tej płyty, „Can’t Hold Us” (cover Macklemore i Ryana Lewisa), ma na Youtube 31 milionów odsłon. Na tej samej płycie znajduje się utwór „Daft Punk”, za który zespół otrzymał nagrodę Grammy, w kategorii: Best Arrangement, Instrumental or A Cappella. Przez 1 tydzień, sprzedano 31 000 egzemplarzy płyty zespołu.
18 listopada 2013 wydał ponownie album PTXMas, tym razem w bardziej luksusowym stylu, dodając 2 nowe piosenki – „Go Tell It On The Mountain” oraz „Little Drummer Boy”. Ta druga przez tydzień zdobyła 10 milionów odsłon.
30 lipca 2014 wydał kolejną płytę, PTX Vols. 1 & 2 w Japonii, będącą połączeniem dwóch poprzednich PTX Volume 1 i PTX Vol. II. 7 dni później Pentatonix ogłosił, że ich czwarty minialbum, PTX Vol. III, zostanie wydany 23 września 2014. Tak też się stało. Niecałe dwa miesiące później, powstała kolejna, tym razem świąteczna płyta zespołu – That’s Christmas to Me. W grudniu 2014 album zyskał status złotej płyty przez Recording Industry Association of America. 31 grudnia 2014 album osiągnął łącznie 1 140 000 sprzedanych egzemplarzy, stając się czwartym najlepiej sprzedającym się albumem 2014 roku.
18 czerwca 2015 ukazał się dokument Pentatonix – On My Way Home ukazujący trasę koncertową zespołu po Europie. 16 października 2015 ukazał się czwarty album zespołu pt. Pentatonix.
15 lutego 2016 zespół otrzymał kolejną nagrodę Grammy za utwór „Dance Of The Sugar Plum Fairy” w kategorii: Best Arrangement, Instrumental or A Cappella.
12 maja 2017 roku Avi Kaplan ogłosił na Facebooku grupy, że odchodzi z zespołu.
1 sierpnia 2017 zespół wypuścił pierwszy cover, „Dancing On My Own”, bez Aviego (jego głos zastąpiła wiolonczela).
3 września 2017 odbył się ostatni koncert z Avim, w Vermont. Ostatnią piosenką jaką razem zaśpiewali było „Sing”.
13 października 2017 na ich facebookowym profilu pojawiła się informacja, że znaleźli nowego basa – Matta Sallee.

## Dyskografia
Albumy studyjne
| PTX, Vols. 1 & 2            | - Data: 30 lipca 2014 - Wydawca: RCA Records        | – | – | –   | 63 | –  | –  | –  |                  |                                                  |
| PTX                         | - Data: 19 września 2014 - Wydawca: RCA Records     | – | – | 94  | –  | 20 | –  | –  |                  |                                                  |
| That’s Christmas to Me      | - Data: 21 października 2014 - Wydawca: RCA Records | 2 | 4 | –   | 21 | 11 | 79 | –  | - USA: 2 mln+    | - USA: 2x platynowa płyta - CAN: platynowa płyta |
| Pentatonix                  | - Data: 16 października 2015 - Wydawca: RCA Records | 1 | 7 | 83  | 5  | 14 | 18 | –  | - USA: 500 tys.+ | - USA: złota płyta                               |
| A Pentatonix Christmas      | - Data: 21 października 2016 - Wydawca: RCA Records | 1 | 3 | 147 | 16 | 5  | 73 | 22 |                  |                                                  |
| „–” album nie był notowany. |                                                     |   |   |     |    |    |    |    |                  |                                                  |

Minialbumy
| PTX, Volume 1               | - Data: 26 czerwca 2012 - Wydawca: Madison Gate Records   | 14 | – | –   | –  | –  | - USA: 200 tys.+ |
| PTXmas                      | - Data: 13 listopada 2012 - Wydawca: Madison Gate Records | 7  | – | –   | 78 | 36 | - USA: 385 tys.+ |
| PTX, Vol. II                | - Data: 5 listopada 2013 - Wydawca: Madison Gate Records  | 10 | – | 154 | –  | –  | - USA: 199 tys.+ |
| PTX, Vol. III               | - Data: 23 września 2014 - Wydawca: RCA Records           | 5  | 8 | –   | 19 | –  | - USA: 201 tys.+ |
| „–” album nie był notowany. |                                                           |    |   |     |    |    |                  |

## Teledyski

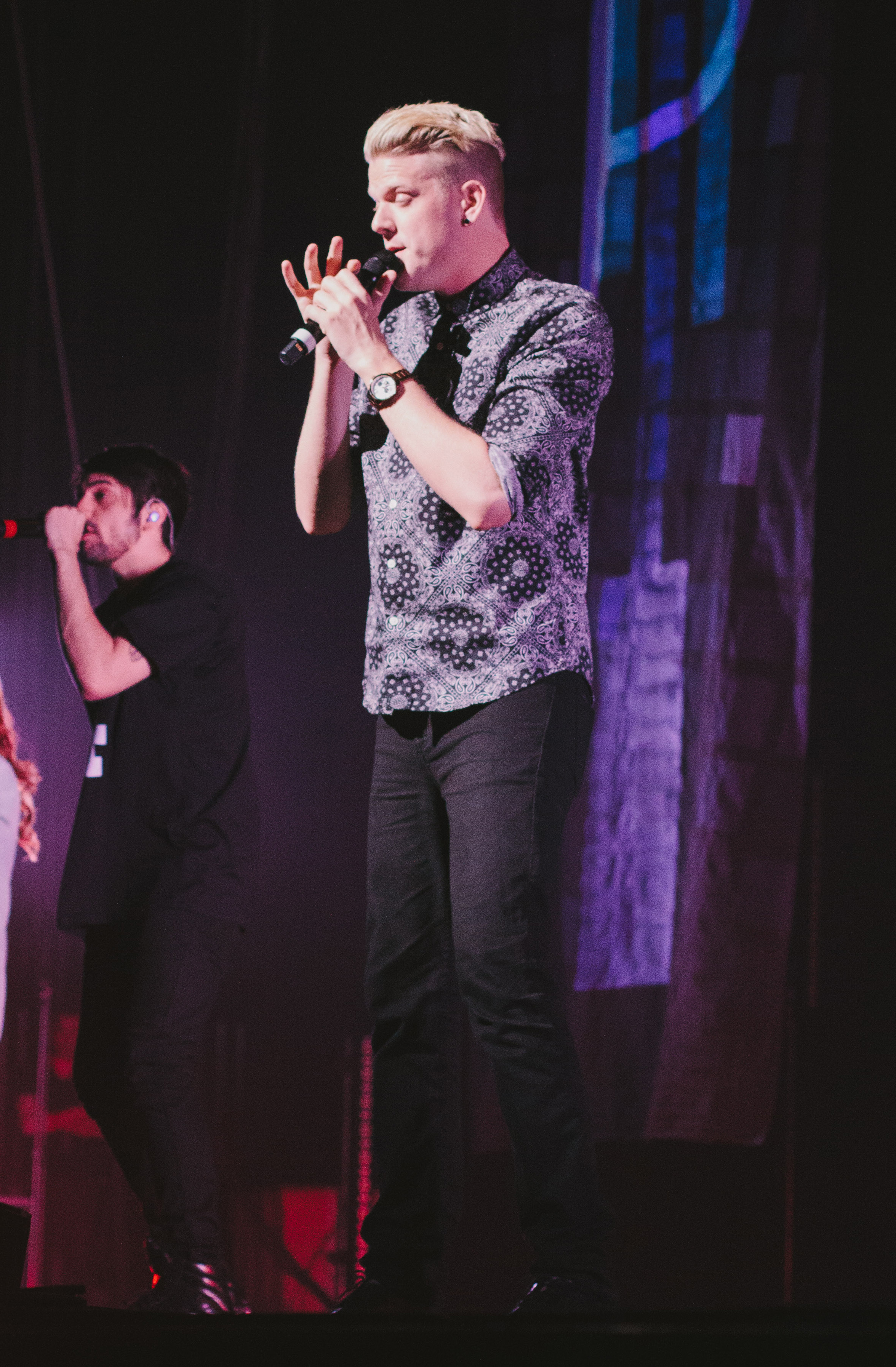
Scott Richard Hoying, 2014

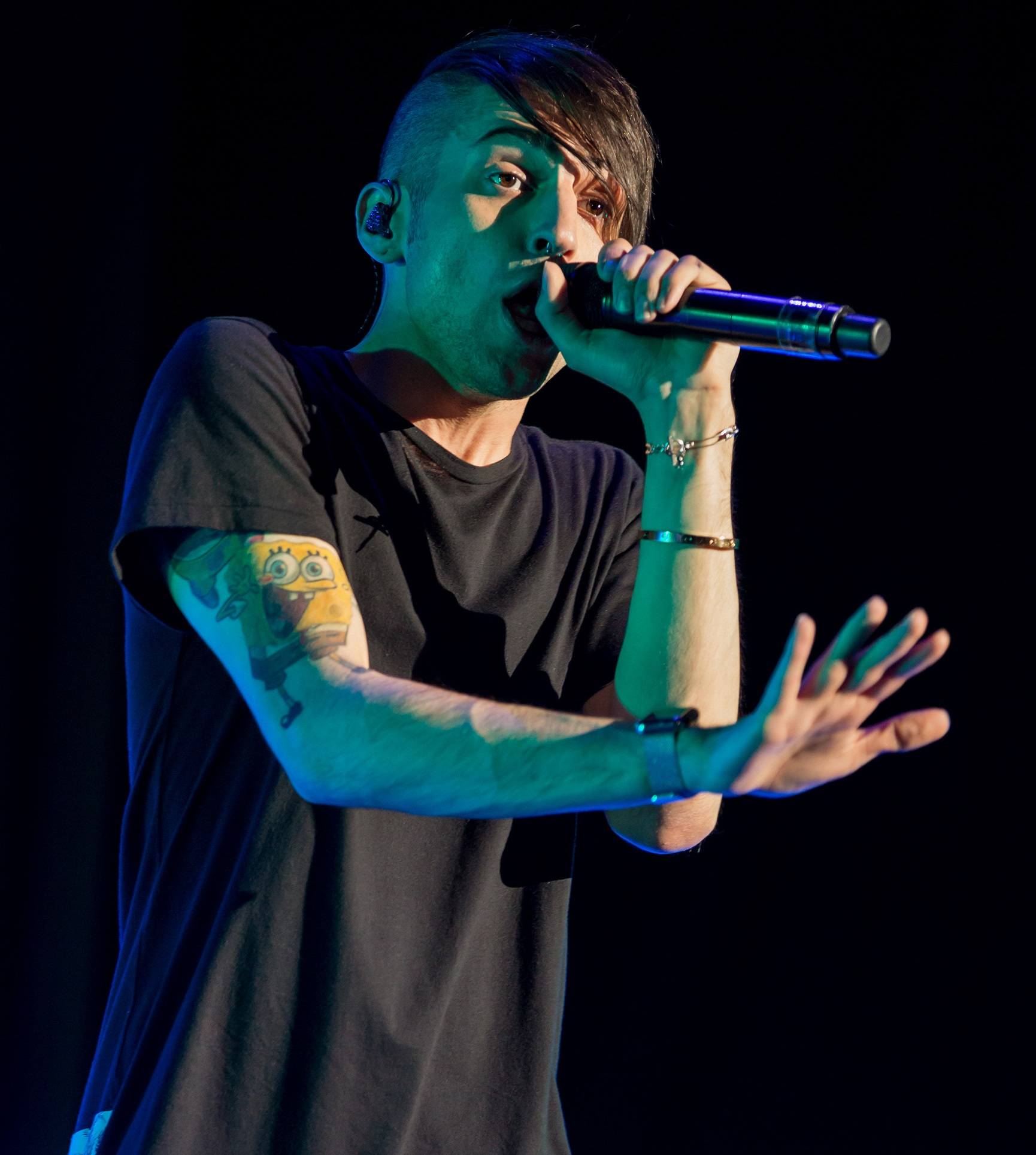
Mitchell „Mitch” Coby Grassi, 2015

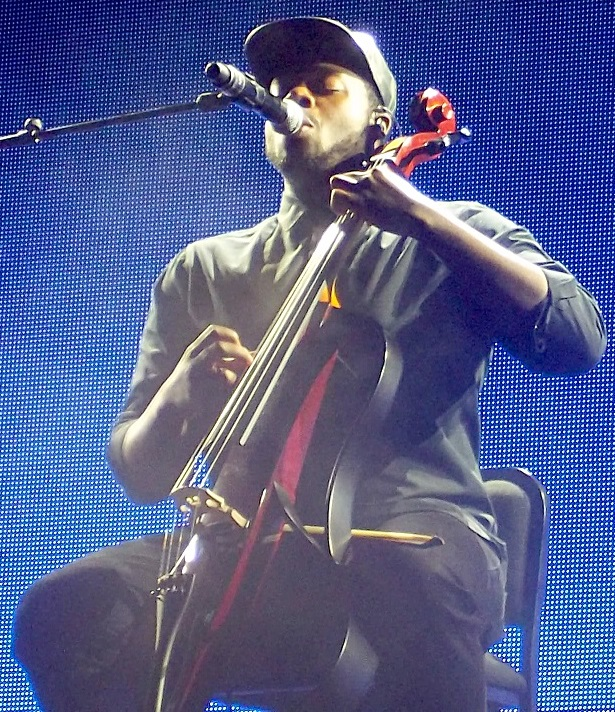
Kevin Olusola, 2015

| Tytuł                                      | Rok  | Reżyseria              |
| ------------------------------------------ | ---- | ---------------------- |
| „Starships”                                | 2012 | Colin Duffy            |
| „Aha!”                                     | 2012 | Gabe Evans             |
| „Carol of the Bells”                       | 2012 | –                      |
| „Save the World / Don’t You Worry Child”   | 2012 | FifGen Films           |
| „Radioactive”                              | 2013 | FifGen Films           |
| „Can’t Hold Us”                            | 2013 | FifGen Films           |
| „Royals”                                   | 2013 | –                      |
| „Daft Punk”                                | 2013 | FifGen Films           |
| „Cruisin’ for a Bruisin’”                  | 2013 | Ryan Parma             |
| „Little Drummer Boy”                       | 2013 | Sean Willis            |
| „Angels We Have Heard on High”             | 2013 | –                      |
| „I Need Your Love”                         | 2013 | FifGen Films           |
| „Run to You”                               | 2014 | FifGen Films           |
| „Valentine”                                | 2014 | FifGen Films           |
| „Say Something”                            | 2014 | Aaron Joseph           |
| „Love Again”                               | 2014 | FifGen Films           |
| „We Are Ninjas”                            | 2014 | Melissa Bolton-Klinger |
| „Problem”                                  | 2014 | FifGen Films           |
| „La La Latch”                              | 2014 | –                      |
| „Papaoutai”                                | 2014 | Sherif Higazy          |
| „Rather Be”                                | 2014 | –                      |
| „White Winter Hymnal”                      | 2014 | Sean Willis            |
| „Winter Wonderland / Don’t Worry Be Happy” | 2014 | FifGen Films           |
| „Mary, Did You Know?”                      | 2014 | Laura Merians          |
| „Silent Night” (live)                      | 2014 | Lee Cherry             |
| „Dance of the Sugar Plum Fairy”            | 2014 | FifGen Films           |
| „That’s Christmas to Me”                   | 2014 | –                      |
| „Cheerleader”                              | 2015 | Sean Davé              |
| „Can’t Sleep Love”                         | 2015 | –                      |
| „Where Are U Now”                          | 2015 | FifGen Films           |
| „Sing”                                     | 2015 | –                      |

## Nagrody i wyróżnienia
| Rok  | Kategoria                                    | Tytułem                         | Nagroda                | Nota      | Źródło |
| ---- | -------------------------------------------- | ------------------------------- | ---------------------- | --------- | ------ |
| 2013 | Response of the Year                         | „Radioactive”                   | YouTube Music Awards   | Laur      | [ 23 ] |
| 2015 | Artist of the Year                           | Pentatonix                      | YouTube Music Awards   | Laur      | [ 24 ] |
| 2015 | Top Billboard 200 Album                      | „That’s Christmas to Me”        | Billboard Music Awards | Nominacja | [ 25 ] |
| 2015 | Top Billboard 200 Artist                     | Pentatonix                      | Billboard Music Awards | Nominacja | [ 25 ] |
| 2015 | Best Arrangement, Instrumental or A Cappella | „Daft Punk”                     | Grammy                 | Laur      | [ 5 ]  |
| 2016 | Best Arrangement, Instrumental or A Cappella | „Dance of the Sugar Plum Fairy” | Grammy                 | Laur      | [ 26 ] |
| 2017 | Best Country Duo/Group Performance           | „Jolene”                        | Grammy                 | Laur      | [ 27 ] |